# City Hunter
City Hunter (яп. シティーハンター сити: ханта:, досл. «Городской охотник») — манга Ходзё Цукасы и её многочисленные экранизации. Этот детективный манга-сериал, в общей сложности насчитывающий 35 томов, публиковался в журнале Shonen Jump с 1985 по 1991 гг. В 1987 году на студии Sunrise был снят одноимённый анимационный сериал, за ним последовали и другие экранизации, включая три аниме-сериала, пять фильмов и комедийный боевик с Джеки Чаном в главной роли. Также в Южной Корее вышел одноименный сериал со знаменитыми актёрами, такими как Ли Мин Хо и Пак Мин Юн.
В 2007 году компания Yahoo! опубликовала список из десяти аукционов, выручка с которых пошла на наибольшие благотворительные платежи в течение прошедшего года. Копия используемого героиней City Hunter молота заняла в этом списке аукционов первое место. Однако если оригинал весил сто тонн, его копия, проданная на аукционе, весила всего 50 килограммов.

## Сюжет
Главный герой произведения  Рё Саэба, — частный телохранитель-профессионал, принимающий заказы исключительно от клиентов-женщин. В паре с ним работает Каори Макимура (яп. 槇村香 Макимура Каори), младшая сестра его погибшего прежнего напарника Хидэюки Макимуры. В криминальном мире Рё больше всего известен как «Городской охотник» (или же как «чистильщик»), одно упоминание имени которого уже достаточно для того, чтобы остудить многие «горячие головы» в Токио. Каори, помимо всего прочего, также является посредником между Рё и клиентками, оставляющими мелом сообщение «XYZ» на грифельной доске станции Синдзюку.
Рё, с одной стороны, — высококлассный профессионал, владеющий различными приёмами боя, сверхинтуицией и шестым чувством (улавливает прицел снайперских винтовок на крышах зданий или же присутствие человека за закрытой дверью), меткий стрелок и очень вежливый джентльмен; с другой стороны, это бабник и плейбой, который не пропустит ни одной проходящей мимо юбки, и в котором уже невозможно узнать того профессионала, которого так боится преступный мир Токио. Причём переход из образа в образ может происходить буквально за считанные мгновения. Любимым словом Рё является слово моккори (яп. モッコリ). В контексте манги City Hunter оно не имеет под собой какого-либо однозначного перевода и является неким отождествлением выражения «сексуальная энергия» или эрекция. Это слово применяется Рё чаще всего для усиления эффекта его заинтересованности очередной «милашкой в юбке». Тем не менее, несмотря на поведение типичного извращенца, за фасадом бесшабашности скрывается серьёзный и отзывчивый человек, который никогда не даст в обиду слабых и тех, кто нуждается в его помощи и защите. Основным оружием, используемым им в повседневной жизни, является шестизарядный револьвер Colt Python 357 Magnum.

## Экранизации
- «Городской охотник» (城市獵人) (City Hunter) — фильм режиссёра Вон Цзина, выпущенный Golden Harvest в 1993 году с Джеки Чаном в главной роли.
- Mr. Mumble (孟波, мэн бо) («Мистер Мамбл») — неофициальная киноверсия «Городского Охотника», выпущенная в 1996 году. Имена персонажей изменены, но их характеры и атмосфера фильма схожи с мангой. Главные роли в нём исполнили Майкл Чоу в роли Mr. Mumble (Рё Саэба), Эрик Кей в роли Ти (Умибодзу), а также Джессика Хестер Сюань в роли Лао Тана (Каори) и Франсуаза Ип в роли Яти (Саэко).
- Saviour of the Soul (九一神鵰俠侶) («Спаситель души») — фильм 1991 года, производство Гонконг. Этот фильм всего лишь заимствует характеры главных действующих персонажей из Городского Охотника (Рё, Саэко, Макимура, Каори, а также Серебряный Лис). В нём главному герою Рё, чтобы спасти свою возлюбленную Саэко из рук колдуна, придётся вступить с ним в неравный бой и разрушить злые чары, пронзив колдуна мечом в его магическом зеркале.
- Angel Heart (яп. エンジェル・ハート Эндзэру Хато, «Сердце ангела») — аниме-сериал 2005 года, спин-офф «Городского охотника», рассказывающий историю о молодой девушке-киллере родом из Тайваня, известной под кодовым именем «Стеклянное сердце». Она является дочерью Ли Ян Янга, лидера криминального синдиката «Чжэн Дао Хуэй»
- «Городской охотник» (кор. 시티헌터) — южнокорейский сериал 2011 года с Ли Мин Хо в главной роли. Сходств с оригинальной мангой почти нет. По сюжету фильма в 1983 году южнокорейский спецназовец Ли Джин-пе в составе боевой группы совершает вылазку на территорию Северной Кореи, чтобы выполнить секретную операцию, но оказывается брошен на произвол судьбы пятью продажными политиками, которые курировали задание. В результате провальной миссии он теряет убитыми всех своих товарищей, включая лучшего друга Пак Му-юля, из-за чего идет к нему домой и похищает маленького сына Ли Юн-Сона. Он растит мальчика как родного ребенка, прививая бойцовские навыки, чтобы однажды тот отомстил за смерть отца. Но юноша находит свой путь для мести, в виде публичных разоблачений.
- Angel Heart (яп. エンジェル・ハート Эндзэру Хато, «Сердце ангела») — мини-сериал 2015 года.
- «Плейбой под прикрытием» — французский фильм, вышедший в прокат 6 февраля 2019 года. Имена персонажей взяты из французской версии аниме. Сохранён стиль оригинального «Городского охотника», вплоть до внешнего вида и характеров каждого из персонажей. Соавтором сценария лично выступил Цукаса Ходзё, а сценарист Филипп Лашо также принял работу в роли режиссёра и главного героя, Ники Ларсона (Рё Саэба). По сюжету фильма лучшего в мире детектива Ника Ларсона нанимают, чтобы вернуть похищенный парфюм, который является мощнейшим афродизиаком.
- Городской охотник — японский фильм, вышедший на Netflix 25 апреля 2024 года. Фильм имеет наибольшую близость к первоисточнику. По сюжету фильма напарника Рё - Макимуру убивают, после чего сестра Макимуры - Каори вместе с Рё ищут мести за него.